# Daikles (Olympionike)
Daikles  von Messenien (altgriechisch Δαικλῆς Μεσσήνιος) gewann in den siebten Olympischen Spielen im Jahre 752 v. Chr. den Stadionlauf, die damals einzige olympischen Disziplin. Er wurde gemäß Phlegon von Tralleis als erster Olympionike mit dem Olivenzweig bekränzt. Dies geschah auf Geheiß des Delphischen Orakels, nachdem der eleische König Iphitos dieses angefragt hatte, ob die Sieger bekränzt werden sollten und die Antwort lautete, dass der Sieger nicht mit dem Apfel, sondern mit dem Zweig der wilden Olive ausgezeichnet werden soll.